# Pristiphora cincta
Pristiphora cincta är en stekelart som beskrevs av Newman 1837. Pristiphora cincta ingår i släktet Pristiphora, och familjen bladsteklar. Arten är reproducerande i Sverige.